# Danh sách thành phố của Texas
Danh sách này bao gồm các thành phố thuộc về tiểu bang Texas (Hoa Kỳ).

## A
- Abbott
- Abilene
- Addison
- Alamo
- Alamo Heights
- Albany
- Alice
- Allen
- Alpine
- Alvarado
- Alvin
- Amarillo
- Ames
- Anahuac
- Anderson Mill
- Andrews
- Angleton
- Appleby
- Aransas Pass
- Thành phố Archer (Archer City)
- Argyle
- Arlington
- Athens
- Atlanta
- Austin (thủ phủ)
- Austonio
- Austwell
- Avery
- Azle

## B
- Bailey's Prairie
- Baird
- Balch Springs
- Ballinger
- Barrett
- Bartonville
- Bastrop
- Bay City
- Baytown
- Beach City
- Beaumont
- Bedford
- Bee Cave
- Beeville
- Bellaire
- Bellmead
- Bellville
- Belton
- Benbrook
- Big Lake
- Big Sandy
- Big Spring
- Blue Ridge
- Boerne
- Bogata
- Bolivar Peninsula
- Bonham
- Booker
- Borger
- Brazos Bend
- Brazos Country
- Breckenridge
- Bremond
- Brenham
- Bridge City
- Bridgeport
- Brookshire
- Brookside Village
- Brownsville
- Brownwood
- Bruceville-Eddy
- Bryan
- Buda
- Buffalo
- Bulverde
- Burkburnett
- Burleson
- Burnet

## C
- Caldwell
- Calvert
- Camden
- Cameron
- Camp Wood
- Canadian
- Canton
- Canyon
- Carrollton
- Carthage
- Castroville
- Cedar Hill
- Cedar Park
- Centerville
- Chappell Hill
- Chester
- Chillicothe
- Christoval
- Cibolo
- Cisco
- Clear Lake
- Cleburne
- Cleveland
- Clifton
- Clute
- Clyde
- Cockrell Hill
- Coldspring
- College Station
- Colleyville
- Columbus
- Comanche
- Combine
- Comfort
- Commerce
- Conroe
- Converse
- Coolidge
- Coppell
- Copperas Cove
- Copper Canyon
- Corinth
- Corpus Christi
- Corral City
- Corrigan
- Corsicana
- Cove
- Crane
- Cresson
- Crockett
- Crosby
- Cross Plains
- Crowell
- Crowley
- Crystal Beach
- Cuero
- Cumings
- Cuney
- Cut and Shoot

## D
- Daingerfield
- Daisetta
- Dalhart
- Dallas
- Danbury
- Dayton
- Dayton Lakes
- De Leon
- Decatur
- DeCordova
- Deer Park
- Del Rio
- Denison
- Denton
- Denver City
- DeSoto
- Detroit
- Devers
- Diboll
- Dickinson
- Dime Box
- Donna
- Dripping Springs
- Dublin
- Dumas
- Duncanville

## E
- Eagle Pass
- Eden
- Eola
- Early
- Eastland
- Edinburg
- El Campo
- El Paso
- Eldorado
- Electra
- Elgin
- Elysian Fields
- Emory
- Ennis
- Euless

## F
- Fairfield
- Farmers Branch
- Farmersville
- Farwell
- Flatonia
- Flower Mound
- Forney
- Fort Davis
- Fort Stockton
- Fort Worth
- Franklin
- Fredericksburg
- Freeport
- Friendswood
- Frisco
- Fritch
- Fulshear

## G
- Gainesville
- Galveston
- Garden Ridge
- Garland
- Gatesville
- Georgetown
- Giddings
- Gilmer
- Glenn Heights
- Glen Rose
- Goliad
- Gonzales
- Gordon
- Graham
- Granbury
- Grand Prairie
- Grape Creek
- Grapeland
- Grapevine
- Groveton
- Gruene
- Gun Barrel City

## H
- Hale Center
- Hallettsville
- Hallsville
- Haltom City
- Hamilton
- Hardin
- Harker Heights
- Harleton
- Harlingen
- Harriett
- Haskell
- Hearne
- Hemphill
- Hempstead
- Hewitt
- Hico
- Hidalgo
- Hideaway
- Highland Village
- Highlands
- Hill Country Village
- Hillsboro
- Hilshire Village
- Hondo
- Houston
- Huntington
- Huntsville
- Hurst
- Hutto

## I
- Idalou
- Impact
- Independence
- Indian Lake
- Industry
- Ingleside on the Bay, Texas
- Ingleside
- Ingram
- Iowa Park
- Iraan
- Iredell
- Irving
- Italy
- Itasca

## J
- Jacksboro
- Jacksonville
- Jamaica Beach
- Jasper
- Jefferson
- Jewett
- Johnson City
- Junction

## K
- Karnack
- Katy
- Keller
- Kemah
- Kenefick
- Kennedale
- Kerens
- Kerrville
- Kilgore
- Killeen
- Kingsville
- Kingwood
- Kirbyville
- Kosse
- Krugerville
- Krum
- Kurten
- Kyle

## L
- La Marque
- La Porte
- Lacy-Lakeview
- LaGrange
- Lake Brownwood
- Lake Dallas
- Lake Jackson
- Lakeway
- Lampasas
- Lamesa
- Lancaster
- Laredo
- League City
- Leander
- Leon Valley
- Leonard
- Levelland
- Lewisville
- Lindale
- Littlefield
- Live Oak
- Livingston
- Lockhart
- Lolita
- Longview
- Lorenzo
- Los Fresnos
- Los Ybanez
- Lubbock
- Lucas
- Luckenbach
- Lueders
- Lufkin
- Lumberton

## M
- Malakoff
- Mansfield
- Marble Falls
- Marlin
- Marshall
- Mason
- Mathis
- McAllen
- McGregor
- McKinney
- McLeod
- Menard
- Merkel
- Mesquite
- Mexia
- Midland
- Midlothian
- Midway
- Miles
- Millersview
- Millican
- Mineola
- Mission
- Missouri City
- Mobile City
- Monahans
- Mont Belvieu
- Moody
- Moore Station
- Morgan's Point
- Moulton
- Mount Pleasant
- Murphy

## N
- Nacogdoches
- Nassau Bay
- Neiderwald
- Nesbitt
- New Boston
- New Braunfels
- Newton
- Neylandville
- North Cleveland
- North Richland Hills
- North Zulch

## O
- Oak Leaf
- Oak Point
- Odessa
- Old River-Winfree
- Onalaska
- Orange
- Overton

## P
- Paint Rock
- Palestine
- Pampa
- Pana Maria
- Paris
- Parker
- Pasadena
- Pearland
- Pecos
- Perryton
- Pflugerville
- Pharr
- Pineland
- Pittsburg
- Plainview
- Plano
- Plum Grove
- Ponder
- Port Aransas
- Port Arthur
- Port Lavaca
- Portland
- Post
- Post Oak Bend City
- Presidio
- Prosper

## Q
- Quanah
- Queen City
- Quinlan
- Quitaque
- Quitman

## R
- Ranger
- Ravenna
- Red Oak
- Refugio
- Reno
- Richardson
- Richland
- Riesel
- Rising Star
- River Oaks
- Roanoke
- Robinson
- Rockwall
- Rosenberg
- Rosser
- Round Rock
- Round Top
- Rowena
- Rowlett
- Rusk

## S
- Sachse
- Sadler
- Saginaw
- Salado
- San Angelo
- San Antonio
- San Benito
- San Marcos
- San Saba
- Sanctuary
- Sanderson
- Sanger
- Santa Anna
- Santa Fe
- Savoy
- Schertz
- Scottsville
- Scurry
- Seabrook
- Seagoville
- Sealy
- Seguin
- Seminole
- Seymour
- Shallowater
- Shamrock
- Shavano Park
- Shenandoah
- Sheldon
- Sherman
- Shiner
- Shoreacres
- Silsbee
- Slaton
- Smithville
- Snyder
- Somerville
- Sonora
- Sour Lake
- South Padre Island
- Southlake
- Southmayd
- Spearman
- Spring Valley
- Springtown
- Spur
- Stafford
- Stephenville
- Stowell
- Sugar Land
- Sunnyvale
- Sweeny
- Sweetwater

## T
- Tahoka
- Taylor
- Teague
- Temple
- Tenaha
- Terrell
- Texarkana
- Texas City
- The Colony
- The Woodlands
- Tiki Island
- Timpson
- Tioga
- Toco
- Tom Bean
- Tomball
- Trophy Club
- Troup
- Turkey
- Tyler

## U
- Uncertain
- Universal City
- University Park
- Utopia

## V
- Van Alstyne
- Vanderbilt
- Van Horn
- Venus
- Vernon
- Victoria
- Vidor
- Volente

## W
- Waco
- Waskom
- Watauga
- Waxahachie
- Weatherford
- Webberville
- Webster
- Weslaco
- West Columbia
- West Lake Hills
- West Orange
- West University Place
- Westlake
- Wheeler
- White Oak
- White Settlement
- Whitehouse
- Wichita Falls
- Willow Park
- Wimberley
- Windrest
- Winnie
- Winters
- Wixon Valley
- Wolfe City
- Woodlake
- Woodlawn
- Woodville
- Woodway
- Wortham
- Wylie

## Y
- Yoakum

## Z
- Zapata
- Zavalla